# Erik Brødreskift

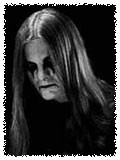
Erik Brodreskift

Erik „Grim“ Brødreskift (* 23. Dezember 1969 in Bergen; † 4. Oktober 1999 in Bergen) war ein norwegischer Extreme-Metal-Schlagzeuger.

## Leben
Als Nachfolger von Armagedda gehörte Brødreskift von Oktober 1993 bis Juli 1994 der Bergener Extreme-Metal-Band Immortal an, mit der er zwei Touren in Europa unternahm (Fuck Christ Tour 1993 und Sons Of Northern Darkness Tour Part I 1994) und die in dieser Zeit das Studioalbum Pure Holocaust veröffentlichte. Er ist auf dem Schallplattencover zu sehen und wird auf dem Album als Schlagzeuger genannt, laut der offiziellen Website spielte jedoch Abbath das Instrument ein. In einem Jahre später geführten Interview gab Abbath an, dass Brødreskift erst während des Mixes zur Band gestoßen sei und man sich mit ihm (auf dem Cover und als offizieller Schlagzeuger) als vollständige Band habe präsentieren wollen.
Im Zeitraum von 1995 bis 1998 war er Mitglied von Borknagar und spielte mit der Gruppe insgesamt drei Studioalben ein. Als Teil der ebenfalls in Bergen ansässigen Band Gorgoroth ist er auf deren 1997 veröffentlichtem Studioalbum Under the Sign of Hell zu hören.
Im Oktober 1999 beging Brødreskift Suizid.

## Diskografie

### Mit Borknagar
- 1996: Borknagar (CD/CDR/LP/MC; Malicious Records)
- 1997: The Olden Domain (CD/CDR/LP/2xLP/MC; Century Media)
- 1998: The Archaic Course (CD/CDR/LP/MC; Century Media)

### Mit Gorgoroth
- 1997: Under the Sign of Hell (CD/LP; Malicious Records)